# Eastern Production
Eastern Production Ltd. – hongkońska niezależna wytwórnia filmowa założona w 1991 przez Jeta Li i Cuia Baozhu.

## Wyprodukowane filmy
Źródło: hkmdb.com
- Fong Sai-Yuk (1993)
- Ostatni wojownik (1993)
- Fong Sai Yuk juk jaap (1993)
- Tai ji: Zhang San Feng (1993)
- Zhong Nan Hai bao biao (1994)
- Legendarna pięść (1994)
- Poszukiwacze świętej księgi (1996)